# Větrák (Jičínská pahorkatina)
Větrák (361 m n. m.) je vrch v okrese Mladá Boleslav, v CHKO Český ráj. Leží asi 2 km severovýchodně od vsi Srbsko na příslušném katastrálním území.

## Popis vrchu
Je to kupovitý suk podmíněný pronikem čedičové žíly (nefelinický bazanit, místy s bazaltickou brekcií) skrz svrchnokřídové křemenné pískovce, jež vystupují na svazích. Vrch je zalesněn smíšeným lesem.
Větrák je západní okrajovou součástí delšího nesouvislého žilného pásu, který pokračuje dále na VSV.

## Kamenolom
Vulkanitové těleso vrchu bylo z velké míry odtěženo hlubokým jámovým kamenolomem, jenž právě nese název Větrák. Kamenolom je na samém vrcholu kopce a má formu přibližně kruhové jámy, která je lemována nízkými odvaly. Více než 20 m hluboká jáma má průměr přibližně 20 metrů. Dno je na některých místech zavalené sutí opadávající ze stěn. Stěny tvoří nesoudržný čedič, porostlý zelenými a žlutými lišejníky.

## Geomorfologické zařazení
Vrch náleží do celku Jičínská pahorkatina, podcelku Turnovská pahorkatina, okrsku Vyskeřská vrchovina, podokrsku Kostecká pahorkatina a Dobšínské části, jejíž je to nejvyšší vrchol.

## Přístup
Automobil lze nejblíže zanechat u silnice II/279 (Žehrov – Dolní Bousov) či až na asfaltové odbočce jihovýchodně od vrchu. Z této odbočky vede lesní cesta na vrchol severně a pak západně. Lom není nijak ohrazen.

## Fotogalerie

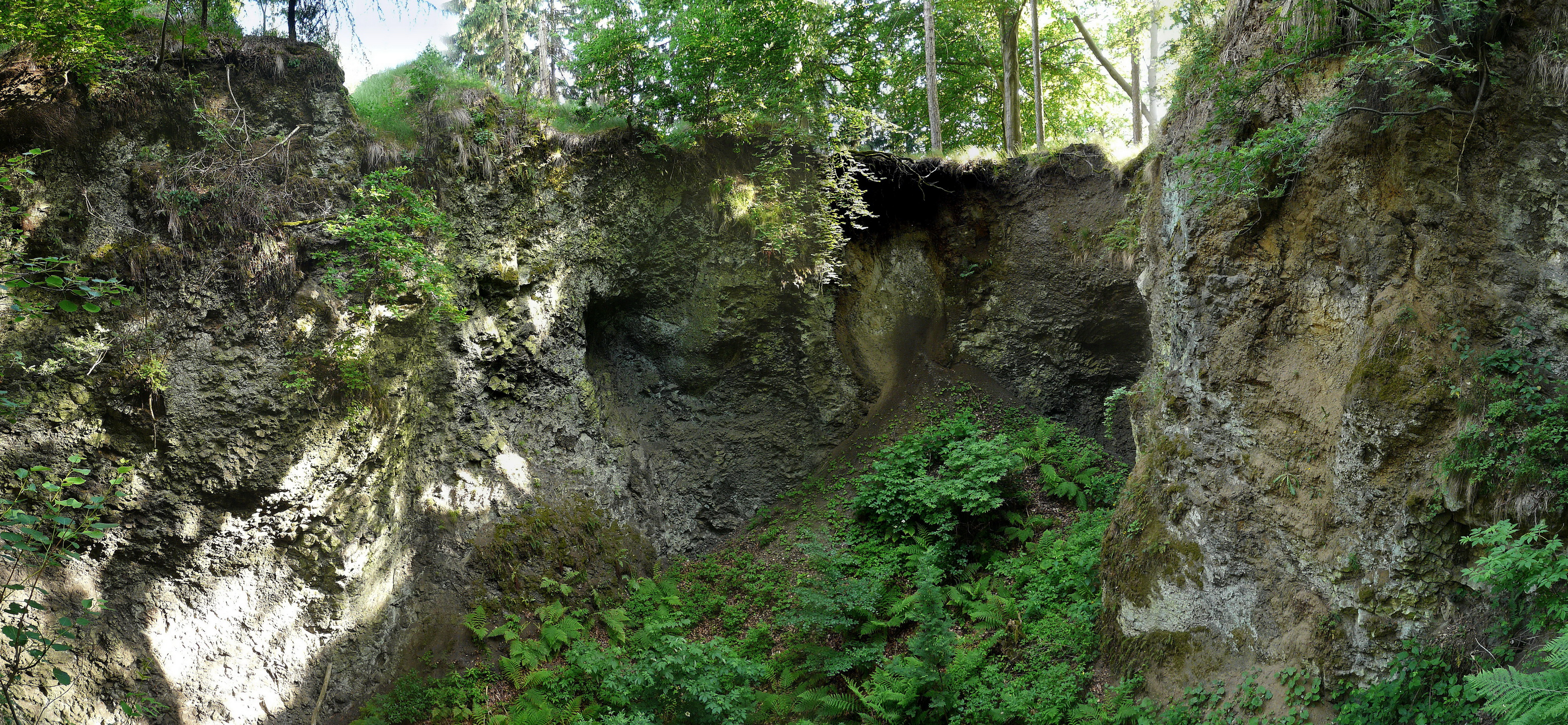
Kamenolom Větrák